# Moisés Canelo
Moisés Canelo —nombre artístico de Moisés Canelas Withol— (Limón, Colón, Honduras, 9 de julio de 1950-Nueva York, Estados Unidos, 13 de septiembre de 2024)fue un cantautor hondureño de reconocimiento internacional.
Entre sus temas famosos se encuentran "Noche de luna en La Ceiba", "Amor pirata", "Río viejo, viejo amigo", "Esta cobardía", "Mensajero del amor", "Linda tarde gris", "Enamorado de ti" y "Honduras, vaya pues".

## Biografía
Moisés Canelas Withol nació el 9 de julio de 1950 en la aldea de Francia, del municipio de Limón, departamento de Colón, en la República de Honduras. Se trasladó a La Ceiba, donde participó en festivales escolares y radiofónicos mientras recibía su educación primaria en la escuela Francisco Morazán.

### Inicios en la música
Como adolescente buscó la forma de ganar dinero cantando, integrándose a la Banda Los Robbin´s de La Ceiba junto a un amigo de su infancia, y después en el grupo Happy Boy’s de Tela. Con ellos lanzó el exitoso tema “Noche de luna en La Ceiba” en los años setenta, con el cual Moisés y el grupo se hicieron famosos en el territorio hondureño y fueron invitados a realizar giras musicales, visitando en algún momento ciudades en los Estados Unidos.
Una firma disquera nicaragüense se interesó en Canelo, con quien grabó un LP en solitario. La grabación fue hecha en Panamá. Entre el repertorio musical triunfó el tema “Yo también soy sentimental”, que se escuchó en las radios centroamericanas en los años setenta y principios de los ochenta. Seguidamente, grabó con otra firma disquera en la ciudad de Nueva Orleans, Estados Unidos.

### En México
En 1974 viajó a México, donde participó en el Festival de la Canción Internacional OTI 1974, representando a Honduras con la canción “Río viejo, viejo amigo” del autor Horacio Cadalso. Fue la primera vez que Honduras participó en dicho festival, que se celebraba desde el 72. Canelo compartió el octavo lugar con otros cantantes.
El cantante hondureño se quedó en Ciudad de México, donde interpretaba sus melodías en el famoso centro nocturno El Cardini de la colonia Polanco, del cual se ausentaba para realizar giras en el territorio mexicano. En ese país grabó los exitosos temas "Muchacho pobre" con la compañía Discos Orfeón. Luego fue buscado por Luis Rubio de la compañía RCA Víctor, con la cual grabó tres LP, en los cuales destacaron los temas: “Te quiero cada día más” y “Llegaste tú”, de su propia inspiración, y "Por amores como tú", compuesta Canelo y el cantautor peruano Edwin Alvarado. Después realizó trabajos independientes, sobresaliendo los temas "Esta cobardía", "Un buen perdedor" y "Mensajero del amor", tema oficial de la visita del pontífice Juan Pablo II a Centroamérica en marzo de 1983 y el cual fue difundido en Radio Vaticano como tema de fondo de sus transmisiones en español. Produjo también un LP de tangos.
Moisés volvió a representar a Honduras en el Festival Internacional de la Canción OTI 1980, en Buenos Aires, Argentina, donde obtuvo el sexto lugar. Su tema fue "Tú, mi siempre tú" del compositor Alberto Valladares. 
Una vez más en México, Moisés Canelo, con la ayuda de Marco Antonio Lugo grabó con la compañía Discos Continental de México el tema "Amor pirata" de la cantautora argentina Paz Martínez, con el que logra fama internacional. El presentador mexicano Jorge Saldaña, de Canal 13 —hoy TV Azteca—, le apoyó en sus audiciones y presentaciones. Canelo estuvo radicado en México por un espacio de 24 años.

### De vuelta en Honduras
De regreso a su Honduras natal, Canelo lanzó el tema “Honduras, vaya pues” y la producción “Honduras, nostalgia y tradición” con la Marimba Usula Internacional, un repertorio del cancionero tradicional hondureño. 

### Fallecimiento
Moisés Canelo llegó a los Estados Unidos a tratarse un problema de venas obstruidas. El miércoles 11 de septiembre de 2024 fue internado por una bacteria que le afectaba los riñones. Dos días después, el 13, falleció por un derrame cerebral.
Mostraron sus condolencias el canciller de Honduras, Eduardo Enrique Reina, la embajadora de los Estados Unidos en Honduras, Laura Dogu y la Secretaría de las Culturas, las Artes y los Patrimonios de los Pueblos de Honduras.

## Formación y vida personal
El cantautor aprendió solfeo con la maestra Ana Grave de Peralta, interpretación de guitarra clásica con el maestro Gonzalo Torres, vocalización con el maestro Mario Zea, armonía con el maestro Joaquín Pessina y actuación escénica con el maestro Sergio Bustamante.
Tuvo una amistad con el cantante José José, a quien le dio albergue en un momento difícil de su vida. José José lo iba a ver cantar cuando se presentaba en tierras mexicanas.
Canelo procreó seis hijos en varias de sus relaciones. Estuvo casado con María Dip, hija de la política ceibeña Margie Dip. En 17 de marzo de 2024 Moisés Canelo se casaría con Jemina Miranda en acto realizado en el Smithtown Landing Country Club de la ciudad de Nueva York.

## Premios y condecoraciones
- Ciudadano distinguido de San Pedro Sula.
- Hijo Predilecto de la ciudad de La Ceiba.
- Medalla al Mérito, por el Congreso Nacional de Honduras.
- Medalla en el Recital de Otoño, de la ciudad de San Pedro Sula, Honduras.
- Premio Julio Escoto (enero de 2007), del Comité Cívico Interinstitucional, la Dirección Departamental de Educación y el periódico infantil Riquiti Pablo.[6]
- La Hoja de Laurel, por la Presidencia de la República de Honduras.
- Las Llaves de la ciudad de Los Ángeles, California, Estados Unidos.
- Las Llaves de la ciudad de Nueva Orleans, Estados Unidos.
- Las Llaves de la ciudad de Nueva York, Estados Unidos.